# 1949년 캐나다 연방 선거
1949년 캐나다 연방 선거는 캐나다 하원의원 262석을 선출하기 위해 1949년 6월 27일 실시됐다. 선거가 실시되기 1년 전에 자유당 대표 윌리엄 라이언 매켄지 킹은 30여 년만에 자리에서 물러났으며, 후임은 매켄지 킹 밑에서 법무장관과 외무장관을 역임한 루이 생로랑이 맡게 됐다. 한편 연이은 선거 패배에 따른 사퇴 압력으로 진보보수당 대표 존 브래컨은 자리에서 물러나게 됐고, 후임은 온타리오주 주지사를 지낸 조지 A. 드루가 맡게 됐다. 선거 결과 자유당이 191석을 차지해 당시에는 캐나다 역사상 가장 높은 의석 점유율을 차지하게 됐다. 진보보수당은 의석수가 41석까지 밀리게 됐으며, 전 대표였던 브래컨은 지역구에서 자유당 후보에 밀려 낙선했다. 협동연방연합과 사회신용당 역시 부진을 면치 못했다. 이 선거는 뉴펀들랜드주와 노스웨스트 준주가 처음으로 지역구를 배당받은 선거이기도 했다.

## 같이 보기
- 캐나다의 정당